# Nochebuena (película)
Nochebuena es una película colombiana de comedia del año 2008 dirigida por Camila Loboguerrero y protagonizada por Matías Maldonado, Cony Camelo, Consuelo Moure, Alberto Valdiri, Roxana Blanco, Rosario Jaramillo, Ana María Arango y Edgardo Román.

## Sinopsis
Amanece en “El Edén”, la hacienda señorial de la familia De La Concha. Es 24 de diciembre. Bernardo, el menor de la familia, brillante y osado agente bursátil mantiene una relación clandestina con su cuñada Esmeralda, mientras capotea las amenazas de Uldarico, padre de su amada y poderoso cacique político de la región con quien sostiene turbios negocios. La familia se ha reunido para celebrar la Navidad. Ignorantes de las andanzas de Bernardo con el arribista Uldarico y de la hecatombe que se avecina, los miembros de la familia se aferran a la imagen de una prosperidad y una felicidad ya idas. No hacen otra cosa que tapar la realidad con el mismo empeño con el que ocultan la crisis sanitaria que los amenaza: el sistema de aguas negras de la finca ha colapsado y promete salir a la superficie convirtiendo la palaciega mansión en una apestosa cloaca. Cae la noche. Es la hora de los cantos y los rezos, de las promesas de paz y de amor. Pero Uldarico ha llegado para reclamar lo suyo. Su presencia hace insostenible la situación. La olla podrida está por estallar. En tono de comedia negra, esta historia aborda la hipocresía de una clase social que le da la espalda a la realidad mientras vive de puertas para adentro su propia guerra de engaños, cizañas y rencores.

## Reparto
- Matias Maldonado[2]
- Cony Camelo
- Consuelo Moure
- Alberto Valdiri
- Roxana Blanco
- Rosario Jaramillo
- Ana María Arango
- Edgardo Román

## Producción
Camila Loboguerrero escribió el guion en compañía de su hijo: mientras ella describía los personajes que tenía en mente, él se sentaba en el computador parando de tanto en tanto para complementar las descripciones realizadas por ella. En este proceso tardaron un año, tras el cual inició el proceso de casting. Es aquí cuando la directora propone que su hijo (Matias Maldonado), que la había ayudado con el guion, fuera también el protagonista.
Este guion recibió el premio de producción del fondo de Proimágenes, en los años 2005 y 2007 permitiendo así su realización. La directora se encontraba en una pausa en la producción de largometrajes debido a la falta de apoyo por el cierre de FOCINE en 1993, pudiendo iniciar la producción de Nochebuena luego de la aprobación de la ley de cine una década después, en 2003.